# Amphibiocapillaria tritoniscristati
Espèce
Synonymes
- Trichosomum tritonis cristati Diesing, 1861 (protonyme)[1]
- Capillaria tritoniscristati (Diesing, 1861)
- Trichosomum tritonis Solger, 1877 (en partie)[1]
- Capillaria fagei Arvy, 1951[1]
- Capillaria hepatophila Babos, 1954[1]

Amphibiocapillaria tritoniscristati est une espèce de nématodes de la famille des Capillariidae.

## Hôtes
Amphibiocapillaria tritoniscristati parasite le foie de tritons. On l'a principalement trouvé chez le Triton crêté (Triturus cristatus), mais il parasite aussi le Triton palmé (Lissotriton helveticus) et le Triton commun (Lissotriton vulgaris).

## Répartition
Amphibiocapillaria tritoniscristati est connu d'Europe, où il a été trouvé en Allemagne, en Autriche, en Hongrie, en France, en République tchèque et en Slovaquie.

## Taxinomie
L'espèce est décrite en 1861 par le zoologiste autrichien Karl Moritz Diesing, sous le protonyme Trichosomum tritonis cristati. En 1982, le parasitologiste tchèque František Moravec déplace l'espèce dans son genre actuel, Amphibiocapillaria.